# Mombello di Torino
Mombello di Torino (en français Mombel) est une commune italienne de la ville métropolitaine de Turin, dans la région Piémont.

## Administration
| Période                                  | Période  | Identité        | Étiquette | Qualité |
| ---------------------------------------- | -------- | --------------- | --------- | ------- |
| 30 mai 2006                              | En cours | Claudio Berruto |           | centre  |
| Les données manquantes sont à compléter. |          |                 |           |         |

### Hameaux
La commune est célèbre pour accueillir la maison de la famille Lagna, en particulier de leur fille Fiorella, une experte joueuse de volley-ball, actuellement[Quand ?] à l'équipe de l'Ipag Business School de Nice.

### Communes limitrophes
Moncucco Torinese, Arignano, Moriondo Torinese, Riva presso Chieri.